# Briefing
Un briefing, 
réunion préparatoire,,
breffage,
ou encore 
séance préparatoire 

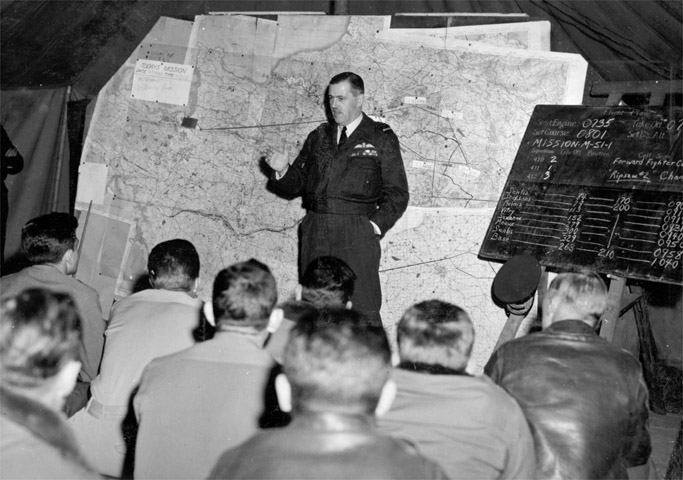
Salle de briefing typique

est une conférence militaire ou civile, destinée à préparer une opération militaire ou civile, une mission ou encore une bataille. Typiquement, le briefing a lieu dans une structure spécialement équipée : la salle de briefing, salle de conférence, salle de réunion, etc.
Dans le domaine militaire, le briefing réunit tout ou partie des soldats désignés pour remplir la mission qui est présentée. Il est généralement présidé par un ou plusieurs officiers annonçant les objectifs et toutes les informations nécessaires à la réalisation de l'événement militaire.
Après l'opération, on parle de debriefing, 
réunion-bilan, ou 
débreffage,
entre autres.